# 神森徹也
神森 徹也（かみもり てつや、1976年10月3日 - ）は、日本のミュージシャン。作詞・作曲・編曲・演奏の全てを一人でこなすマルチ・アーティスト。神奈川県横浜市生まれ、東京都世田谷区育ち。1995年、青山学院大学文学部在学中に18歳で東芝EMI（現・ユニバーサルミュージック）よりメジャーデビュー。デビューシングルのタイトル「レミレミ」にちなんでレミレミ君と呼ばれる。
1997年発表の3rdアルバム「TOO TIRED」以降活動が停止。2000年のインディーズでのリリースを挟み、2004年、7年ぶりのメジャーリリース作「光と影」で復活を遂げる。近年はバークリーメソッドを基調とした音楽理論を菊地成孔に師事、作／編曲家としても活動中。
2023年11月22日発売の「小学館の図鑑NEO『音楽』」の構成を担当している。

## ディスコグラフィー

### シングル
- レミレミ（1995年） - 『進め!電波少年』エンディングテーマ
- 夢物語（1995年）
- ハッピーバースデー（1996年）
- 外はレイン（1996年）
- 嫌い（1997年）
- サニー（1997年）
- サイコ（1997年）

### アルバム
- GREATEST HITS（1995年）
- So it's a Nice Jam （1996年）
- TOO TIRED（1997年）
- 等々力3丁目プロダクツ（2000年）
- 光と影（2004年）